# Ralph Rupe Netu'
Ralph Rupe Netu este un film american de animație produs de Walt Disney Animation Studios  și distribuit de Walt Disney Pictures, fiind totodată al 58-lea film de lung-metraj realizat de companie. Este al doilea film al francizei Ralph Strică Tot, și continuarea eponimă a primului film din anul 2012. Regia filmului îi revine lui Rich Moore și lui Phil Johnston, iar scenariul este realizat de Pamela Ribon și Johnston Ribon. De asemenea, producătorii executiv sunt John Lasseter, Chris Williams, Jennifer Lee.
Jenifer Lee îl înlocuiește pe John Lasseter conform deciziei unilaterale a Walt Disney Animation Studios. . Filmul reunește vocile unor actori celebrii: John C. Reilly, Sarah Silverman, Jack McBrayer, Jane Lynch, și Ed O'Neill ce revin în rolurile ce i-au consacrat, iar Alan Tudyk își va împrumuta vocea unui nou personaj, iar noile celebrități ce se alătură distribuției sunt: Gal Gadot, Taraji P. Henson și Alfred Molina. Filmul îi este dedicat cunoscutului autor și creator de benzi desenate Stan Lee, care a decedat înainte de lansarea propriu-zisă a peliculei, având un rol special în film. 
Cu privire la continuarea unei ecranizări a mult aplaudatului Ralph Strică-Tot, conform surselor, la începutul lunii octombrie 2012, oficialii companiei au specificat că au fost realizate diferite scenarii, dar că deznodământul filmului nu era stabilit la acea vreme. Premiera inițială a filmului a fost în iunie 2016, iar o parte a distribuției a fost anunțată; ceilalți actori au fost anunțați în anul 2018. Este, astfel, a doua continuare a unui lung-metraj de animație de la Disney, de la premiera 
Fantezia 2000, care a fost continuarea peliculei din anul 1940, Fantezia :15
În varianta în engleză YouTuber-ul DanTDM a avut rolul lui Ralph.Ralph Breaks the Internet / Ralph Rupe Netu' are premiera mondială la  El Capitan Theatre în Los Angeles pe 5 noiembrie 2018, fiind lansat în Statele Unite pe 21 noiembrie 2018. Filmul a primit recenzii pozitive din partea criticilor, care îl consideră un succesor de seamă al primei pelicule, lăudând așadar umorul, personajele, povestea, animația, și interpretările personajelor Reilly și Silverman.
În varianta dublată vloggerul  Bibi și prezentatorul Cosmin Seleși dublează vocile Șefei și lui Felix Repară Tot. 

## Distribuție
- John C. Reilly - Ralph Strică-Tot.[13]
- Sarah Silverman - Vanilina von Schweetz.[14]
- Jack McBrayer - Felix Repară-Tot.[15]
- Jane Lynch - Sergentul Tamora Jean Calhoun.[15]
- Gal Gadot - Shank.[16]
- Taraji P. Henson - Yesss.[17][18]
- Alfred Molina - Double Dan.[19]
- Alan Tudyk - KnowsMore. Tudyk a interpretat vocea Regelui Bomboanelor in Wreck-It Ralph.[18][20]
- Ed O'Neill - Dl. Stan Litwak.[1]:3
- Flula Borg - Maybe.[21][22]
- Hamish Blake - Pyro.[23]
- Ali Wong - Felony.[19]
- GloZell Green - Little Debbie.[24]
- Timothy Simons - Butcher Boy.[19]
- Ana Ortiz - Ballet Mom[25]

Toate Prințesele Disney apar în cadrul peliculei, including: Jennifer Hale as Cinderella, Kate Higgins - Aurora, Jodi Benson - Ariel, Paige O'Hara - Belle, Linda Larkin -Jasmine, Irene Bedard - Pocahontas, Ming-Na Wen - Mulan, Anika Noni Rose -Tiana, Mandy Moore - Rapunzel, și Kelly Macdonald -  MeridaMerida, all of whom reprise their roles from previous films and other media. De asemenea sunt prezente și următoarele prințese Disney: Kristen Bell - Anna, Idina Menzel - Elsa, și Auliʻi Cravalho - Vaiana, while screenwriter Pamela Ribon will voice Snow White.
Totodată, Roger Craig Smith îl va interpreta pe Sonic,:4. Colleen Ballinger, Dani Fernandez, Ravi Fuad and Tiffany Herrera se interpretează ei înșiși ca apariții vedetă a filmului. Tim Allen, Anthony Daniels, Vin Diesel, Michael Giacchino, Brad Garrett, și Corey Burton vor interpreta vocile unor personaje epocale, recunoscute în universul Disney: Buzz Lightyear, C-3PO, Baby Groot, Stormtrooper (FN-3181, Aiurel, și Morocănosul, unul dintre Cei 7 pitici.:4

## Citări
- Julius, Jessica (2018). The Art of Ralph Breaks the Internet (ed. 1st). Chronicle Books. ISBN 978-1452163680.